# Lydiah Chepkurui
Lidya Tum Chepkurui (23 augustus 1984) is een Keniaanse atlete, die gespecialiseerd is in de 3000 m steeple. Ze werd eenmaal Keniaans kampioene in deze discipline.

## Biografie
Aan het begin van haar sportcarrière deed Chepkurui aan atletiek op relatief laag niveau. Ze werd in 2006 derde bij de Kenyan Police Championships. Ook nam ze in 2010 deel aan de zevenkamp bij de Afrikaanse kampioenschappen in Nairobi. Ze won haar 800 m vrij gemakkelijk, maar door slechte prestaties op de andere onderdelen werd ze laatste met slechts 3676 punten.
In 2011 maakte ze de overstap naar de 3000 m steeple. Ze verbeterde in 2012 haar persoonlijk record van 9.30,73 tot 9.14,98. Ze werd vijfde bij de London Grand Prix en vierde op de Afrikaanse Spelen. Doordat ze zesde werd bij de Keniaanse olympische selectiewedstrijden, plaatste ze zich niet voor de Olympische Spelen van Londen. Wel gooide ze hoge ogen bij de Diamond League in 2012. Ze eindigde in de Shanghai Golden Grand Prix als derde, bij de Bislett Games als vijfde, bij de Meeting Areva won ze zilver, waarna zij zowel bij de Weltklasse Zurich als de DN Galan als vierde eindigde. Haar snelste tijd dat jaar liep ze in Stockholm met 9.14,98, waarmee ze achtste werd op de wereldranglijst. Ook plaatste zij zich hiermee op de Top Tien aller tijdenlijst van dit relatief nieuwe onderdeel op een twintigste plaats.
In mei 2013 won Chepkurui de Qatar Athletic Super Grand Prix in de op dat moment beste jaarprestatie van 9.13,75. In juni werd ze Keniaans kampioene. Op de wereldkampioenschappen van 2013 in Moskou veroverde zij, na een fascinerend gevecht tussen de Keniaanse en Ethiopische vertegenwoordigsters, de zilveren medaille. Ze liep een persoonlijk record van 9.12.55 en moest alleen haar landgenote Milcah Chemos Cheywa voor laten gaan, die in 9.11,65 als eerste Keniaanse in deze discipline de wereldtitel veroverde.

## Titels
- Keniaans kampioene 3000 m steeple - 2013

## Persoonlijke records
Outdoor
| Onderdeel      | Tijd    | Datum            | Plaats |
| -------------- | ------- | ---------------- | ------ |
| 3000 m steeple | 9.12,55 | 13 augustus 2013 | Moskou |

Indoor
| Onderdeel   | Tijd    | Datum            | Plaats     |
| ----------- | ------- | ---------------- | ---------- |
| 3000 m      | 8.55,21 | 6 februari 2014  | Stockholm  |
| 2 Eng. mijl | 9.45,97 | 15 februari 2014 | Birmingham |

## Palmares

### 2 Eng. mijl
- 2014: 4e Sainsbury's Indoor Grand Prix - 9.45,97

### 3000 m
- 2014: 8e XL Galan in Stockholm - 8.55,21
- 2014:  RecordBank.de Flanders Indoor - 8.56,43

### 3000 m steeple
- 2013:  Qatar Athletic Super Grand Prix - 9.13,75
- 2013:  Adidas Grand Prix - 9.30,82
- 2013:  WK - 9.12,55